# Prangos papillaris
Prangos papillaris är en växtart i släktet Prangos och familjen flockblommiga växter. Den beskrevs som Cachrys papillaris av Pierre Edmond Boissier, och fick sitt nu gällande namn av Yusuf Menemen 2012.
Arten är perenn och förekommer i Turkiet och Irak.